# Kilian Le Blouch
Kilian Pascal Le Blouch (7 oktober 1989) is een Frans judoka. Le Blouch won tijdens de Olympische Zomerspelen 2020 de gouden medaille met het gemengde team ondanks dat hij niet in actie kwam tijdens de teamwedstrijd. 

## Resultaten

### Olympische Zomerspelen
| Editie | Plaats         | Resultaten                        |
| ------ | -------------- | --------------------------------- |
| 2016   | Rio de Janeiro | 9e half-lichtgewicht              |
| 2021   | Tokio          | 9e half-lichtgewicht gemengd team |

2020: Clarisse Agbegnenou & Amandine Buchard & Sarah-Léonie Cysique & Romane Dicko & Madeleine Malonga & Margaux Pinot & Guillaume Chaine & Axel Clerget & Alexandre Iddir & Kilian Le Blouch & Teddy Riner · 
2024: Shirine Boukli & Joan-Benjamin Gaba & Amandine Buchard & Walide Khyar & Sarah-Léonie Cysique & Luka Mkheidze & Clarisse Agbegnenou & Alpha Oumar Djalo & Marie-Ève Gahié & Maxime-Gaël Ngayap Hambou & Romane Dicko & Aurelien Diesse & Madeleine Malonga & Teddy Riner